# Sumoto
Sumoto (洲本市, Sumoto-shi) és una ciutat i municipi localitzat a l'illa d'Awaji de la prefectura de Hyogo, a la regió de Kansai, Japó. Tot i ser la capital oficiosa de l'illa, és el seu municipi menys populós. Les oficines del departament d'Awaji es troben a la ciutat.

## Geografia
El municipi de Sumoto es troba localitzat a la part central de l'illa d'Awaji, a la mar interior de Seto. El terme municipal de Sumoto limita amb els d'Awaji al nord i amb Minami-Awaji al sud.

### Clima
La ciutat de Sumoto té un clima subtropical humit, caracteritzat per estius calurosos i hivers freds. Les precipitacions també són significatives al llarg de l'any, però són menors durant l'hivern.

## Història
Des de temps antics, la zona on actualment es troba el municipi de Sumoto va ser la capital tradicional de l'illa i província d'Awaji. La ciutat de Sumoto es creà l'11 de febrer de 1940 de la unió de diversos petits municipis. L'11 de febrer de 2006, Sumoto va absorbir la vila de Goshiki, al ja desaparegut districte de Tsuna.

## Administració

### Alcaldes
| #    | Alcalde            | Inici del mandat | Fi del mandat | Partit | Partit |
| I    | Rikimatsu Nakamura | 1940             | 1946          |        | Ind    |
| II   | Osamu Shirakawa    | 1947             | 1959          |        | Ind    |
| III  | Aijirō Noguchi     | 1959             | 1960          |        | Ind    |
| IV   | Yasurō Yamamoto    | 1960             | 1972          |        | Ind    |
| V    | Yutaka Sano        | 1972             | 1984          |        | Ind    |
| VI   | Yasushi Tani       | 1984             | 1992          |        | Ind    |
| VII  | Keiichi Nakagawa   | 1992             | 2004          |        | Ind    |
| VIII | Jitsurō Yanagi     | 2004             | 2010          |        | Ind    |
| IX   | Michihiro Takeuchi | 2010             | -             |        | Ind    |

## Demografia
| 1920   | 1930   | 1940   | 1950   | 1960   | 1970   | 1980   |
| ------ | ------ | ------ | ------ | ------ | ------ | ------ |
| ND     | ND     | ND     | ND     | 62.632 | 56.171 | 54.826 |
| 1990   | 2000   | 2010   | 2020   | 2030   | 2040   | 2050   |
| 54.049 | 52.248 | 47.271 | 41.019 | -      | -      | -      |

## Agermanaments
- Shin-Hidaka, Hokkaido, Japó. (2 de maig de 1986)
- Mima, prefectura de Tokushima, Japó. (9 de setembre de 1990)
- Hawaii, Hawaii, EUA. (21 de novembre de 2000)
- Van Wert, Ohio, EUA.
- Kronstadt, Sant Petersburg, Rússia.